# Gahns hus

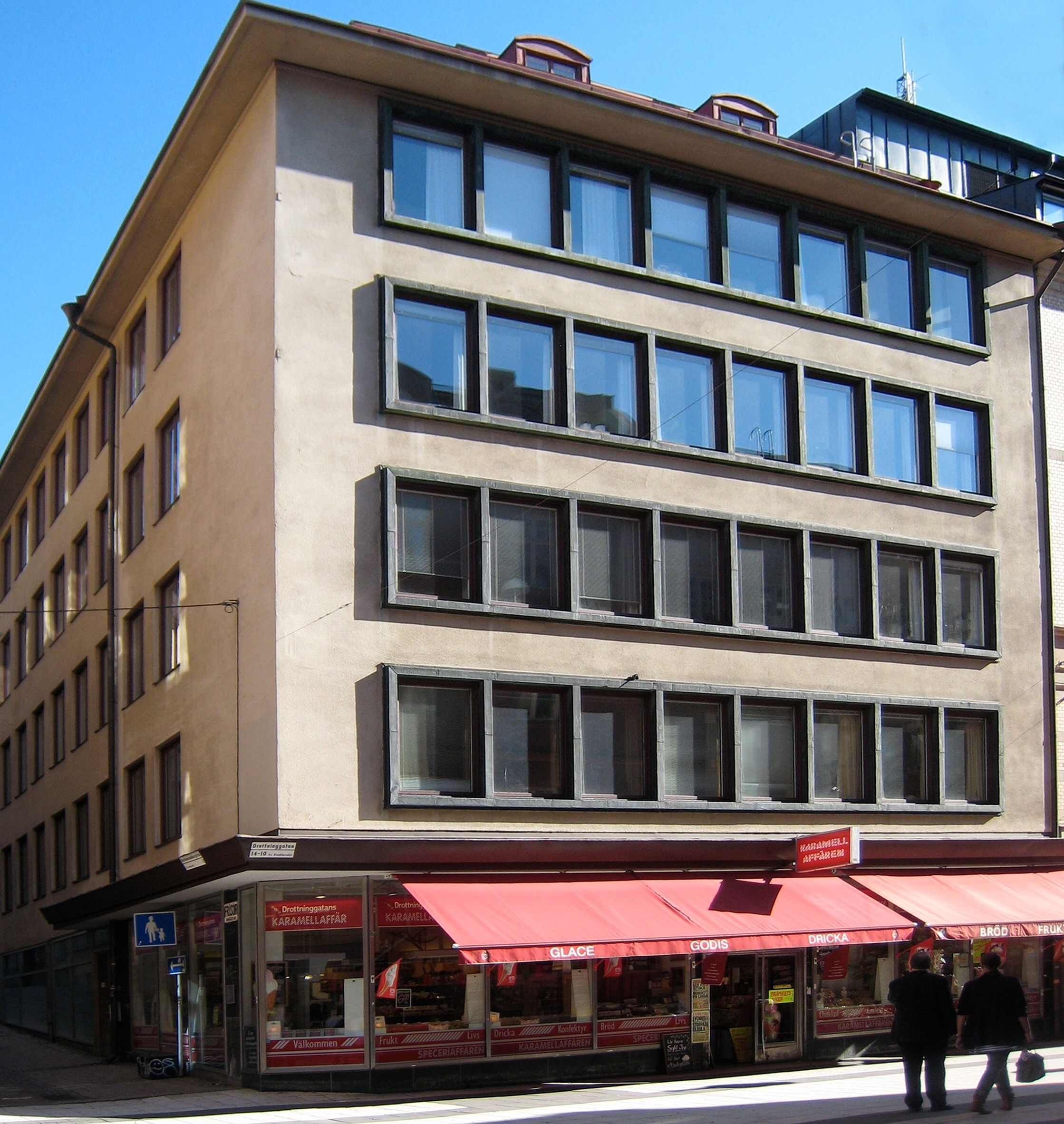
Gahns hus, 2010.

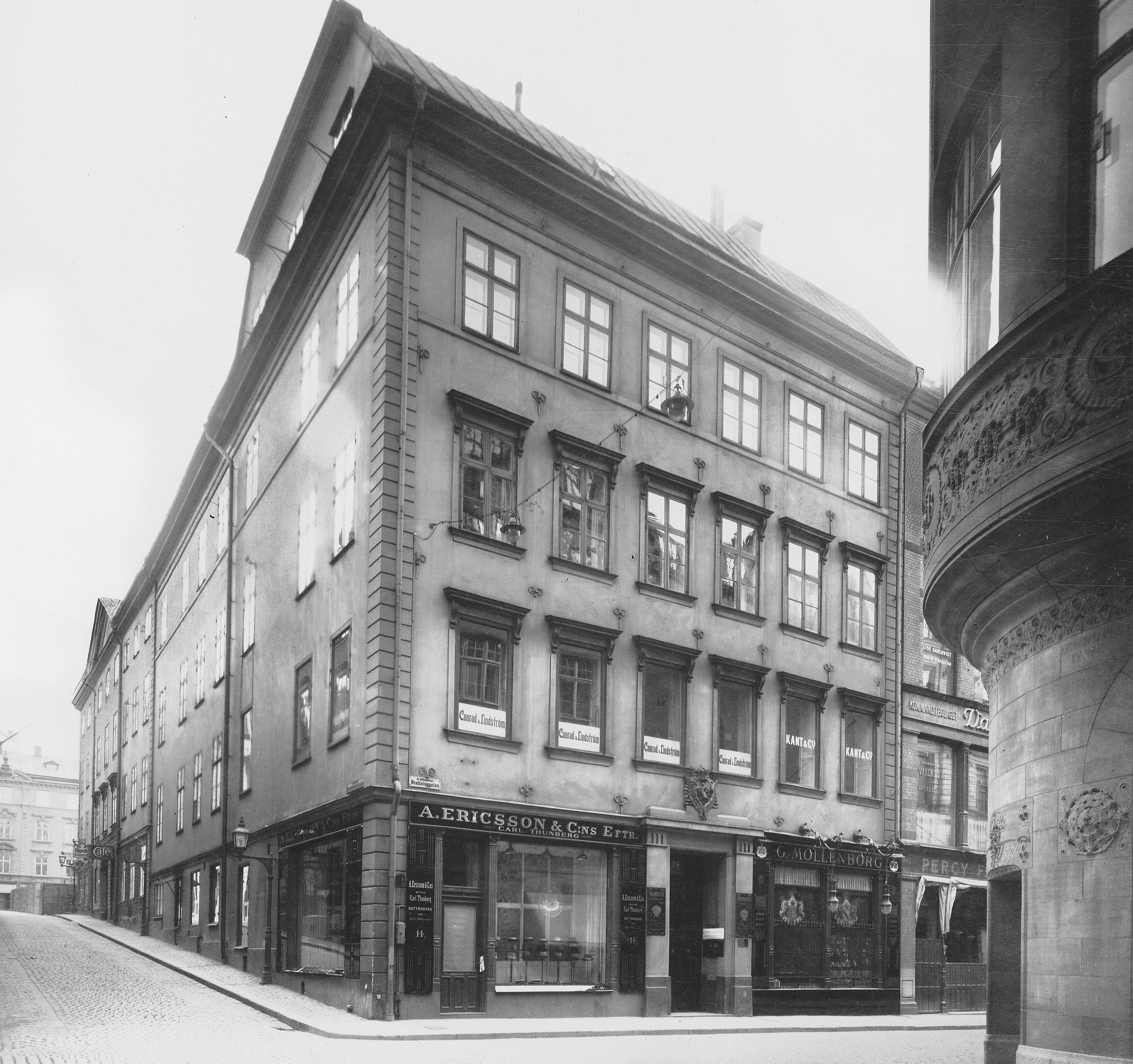
Fagerbergska huset, 1918.

Gahns hus är en fastighet med butiks- och kontorslokaler i kvarteret Brunkhuvudet vid Drottninggatan 14 / Karduansmakargatan 3 på Norrmalm i Stockholm. Byggnaden är sedan 1993 ett lagskyddat byggnadsminne och blåmärkt av Stadsmuseet i Stockholm, vilket är det starkaste skyddet och innebär "att bebyggelsen bedöms ha synnerligen höga kulturhistoriska värden". Byggnaden ägs och förvaltas av Statens Fastighetsverk.

## Historik

### Fagerbergska huset
Vid 1600-talets mitt ägdes tomten av riddarhussekreteraren Samuel Kempensköld och ett stenhus uppfördes på den då nybildade tomten. Under 1800-talet fanns stadens mest ansedda sadelmakarverkstad här som drevs av Jacob Fagerberg (1769–1830). Efter honom kallades byggnaden för Fagerbergska huset, som han förvärvat 1808. Fagerberg kom från fattiga förhållanden och samtiden undrade hur han hade råd att köpa en fastighet på Drottninggatan. Enligt en tradition skulle Fagerberg ha köpt ett äldre hus med koppartak och sedan med vinst sålt kopparn till utlandet. Framför allt hade han en framstående arbetsförmåga och duglighet, vilket gjorde att han alltmer ökade sina tillgångar. Han blev en förmögen man och förvärvade sedermera flera hus i Stockholm. Hans sadelmakarverkstad i kvarteret Brunkhuvudet blev huvudstadens främsta. Gårdens kullerstensbeläggning är flyttad till Skånegården på Skansen.

### Gahns hus
Nuvarande byggnad uppfördes åren 1928–1929 efter ritningar av arkitekt Wolter Gahn och representerar en saklig arkitektur, förekommande i Weimarrepublikens Tyskland. Huset anses som ett av de tidigaste exemplen på konsekvent genomförda funktionalistiska idéer. Fasaderna präglas av de horisontella fönsterbanden med framträdande inramningar av kopparplåt och saknar för övrigt dekorativa element. De bärande betongpelarna drogs in 1,5 meter från fasadlivet som möjliggör en obruten skyltfönsterrad. Konsumbutiken som fanns i huset var under en tid Stockholms största snabbköp. Byggnaden förvärvades av staten 1979 och byggdes om för i första hand Regeringskansliet.